# Власюк Афанасій Іванович
Афанасій Іванович Власюк (нар. 18 липня 1959, село Карбівка, тепер Гайсинського району Вінницької області) — український радянський діяч, тракторист Гайсинського районного виробничого об'єднання по агрохімічному обслуговуванню сільського господарства. Депутат Верховної Ради УРСР 11-го скликання.

## Біографія
Освіта середня.
З 1977 року — тракторист колгоспу «Радянська Україна» Гайсинського району Вінницької області. Служив у Радянській армії.
З 1979 року — механізатор колгоспу «Радянська Україна» Гайсинського району Вінницької області.
З 1980 року — тракторист Гайсинського районного виробничого об'єднання по агрохімічному обслуговуванню сільського господарства.
Потім — на пенсії в селі Карбівка Гайсинського району Вінницької області.

## Нагороди
- ордени
- медалі